# Língua leco
O leko ou leco é uma língua indígena falada na Bolívia. É uma língua isolada.

## Vocabulário
Algumas palavras lecos (Jolkesky 2016):
| Português | Leko          |
| --------- | ------------- |
| água      | dowa          |
| aldeia    | wes           |
| aranha    | henwai        |
| árvore    | bat, bata     |
| barriga   | wahpoa/waqpoa |
| boca      | korwa         |
| canídeo   | lari          |
| carne     | lia           |
| casa      | won           |
| chácara   | iʧ            |
| chefe     | baba          |
| comida    | sokˀoʧ        |
| dormir    | sis-          |
| fígado    | lel           |
| fogo      | moa           |
| homem     | lawha/lawqa   |
| joelho    | hapun         |
| língua    | uru           |
| mão       | bueh          |
| montanha  | kanda         |
| muito     | alee-         |
| mulher    | awini         |
| ouvir     | ason-         |
| paca      | jap           |
| pé        | paits         |
| pedra     | taq           |
| sogra     | jo            |
| sol       | hena, heno    |
| terra     | tal           |
| velho     | buro          |
| você      | ija           |